# Sound of Freedom
Sound of Freedom és una pel·lícula dramàtica estatunidenca de 2023, dirigida per Alejandro Monteverde. És protagonitzada per Jim Caviezel, Mira Sorvino i Bill Camp. Jim Caviezel interpreta en aquesta pel·lícula una història que està inspirada en la vida del activista Timothy Ballard, un antic agent especial en el Departament de Seguretat Nacional dels Estats Units, autor, i fundador d’Operation Underground Railroad. S'ha doblat i subtitulat al català.
Al setembre de 2023 va aconseguir posicions de pel·lícula núm. 1 a Mèxic, Colòmbia, i Perú.

## Argument
El 2013, una exreina de la bellesa anomenada Giselle, s'acosta a Roberto Aguilar, un pare pobre de dos fills de Tegucigalpa, Hondures. Ella s'ofereix a signar contractes de modelatge infantil per als seus fills petits, Rocío i Miguel Aguilar. Ell accepta i els porta a la "sessió de fotos". Quan torna a recollir als seus fills, ja no hi són. Es revela que els nens van ser venuts per a ser utilitzats com a esclaus sexuals.
A Calexico, Califòrnia, Tim Ballard és agent especial de Recerques de Seguretat Nacional (HSI), on arresta a persones que posseeixen i distribueixen pornografia infantil. El dolorós treball passa un gran preu en la seva vida personal, i això només empitjora quan un altre agent, Chris, assenyala que han arrestat a molts depredadors de nens , però no han aconseguit salvar ni a un sol nen de l'explotació. Tim sap que això es deu al fet que la majoria d'ells estan fora dels EUA, però les paraules de Chris es queden amb ell. Parla amb un depredador que va arrestar, Ernst Oshinsky, i fingeix ser un pedòfil. Una vegada que es guanya la confiança de Oshinsky, organitza una reunió amb un nen víctima de tràfic i aconsegueix arrestar Earl Buchanan, l'home que va comprar a Miguel.
Tim rescata a Miguel, es fa amic d'ell i li demana informació que l'ajudi a trobar als altres nens. Tim s'assabenta que Rocío, la germana de Miguel, segueix desapareguda i el nen li demana que la salvi. Tim fa arranjaments perquè Miguel torni a casa amb Roberto, però no abans que Miguel li doni a Tim el collaret de San Timoteo de la seva germana. Tim comença a buscar a Rocío, i la seva cerca el porta a Cartagena, Colòmbia. Es reuneix amb Vampiro, un ex comptador del càrtel que ara treballa per a salvar a nens del tràfic sexual.
Després de llegir sobre un club de sexe infantil a Tailàndia que va ser tancat, Tim decideix que aquesta és la tapadora perfecta per a adquirir una gran quantitat de fills de Giselle en una operació encoberta. Vampiro aconsegueix que un oficial de policia colombià, Jorge, i un ciutadà ric anomenat Paulo Delgado ajudin amb la missió de Tim. El supervisor de HSI de Tim, Frost, no pot proporcionar finançament per a l'operació i li demana que torni als Estats Units, per la qual cosa Tim renuncia al seu treball abans que abandonar la cerca de Rocío.
Frost aconsegueix persuadir al personal de l'Ambaixada dels Estats Units a Colòmbia perquè ajudi amb l'operació de rescat de Tim. Encoberts, convencen a Giselle perquè els vengui 54 nens, arresten amb èxit a tots els conspiradors i els alliberen, però Rocío no està entre ells.
Després d'interrogar a un dels associats de Giselle, Jorge s'assabenta que Rocío va ser venuda a les Forces Armades Revolucionàries de Colòmbia, atrinxerades en el profund de la regió natural de l'Amazones. Jorge l'informa a Tim que no hi ha manera de recuperar a la nena, perquè la regió és en gran part una selva verge no cartografiada, i qualsevol territori rebel és una zona d'exclusió aèria per al govern colombià. Vampiro suggereix que als metges se'ls permeti ingressar a la regió amb finalitats mèdiques, la qual cosa li dona a Tim la idea si es fes passar per metges. Jorge accepta a contracor l'arriscada operació. Tim i Vampiro intenten entrar en territori enemic disfressats, però els rebels es neguen a deixar entrar a més d'un, deixant que Tim entri a l'àrea sol.
Tim obté accés al campament enemic on està detinguda Rocío i descobreix que està sent utilitzada com a esclava sexual personal del líder rebel, El Alacrán, i que, juntament amb altres, ha de triturar fulles de coca per a produir cocaïna que finança la guerra rebel contra el govern colombià. Tim es veu obligat a matar El Alacrán mentre allibera a Rocío i, a pesar que els rebels els persegueixen i disparen, Tim allibera a Rocío. Abans de separar-se, ell li retorna el collaret que Miguel li va regalar abans. Rocío finalment torna amb el seu pare i el seu germà, i la família torna a la seva llar a Hondures.
Un epíleg afirma que Tim Ballard va atestar davant el Congrés dels Estats Units i afirma que el seu testimoniatge va donar lloc a l'aprovació de lleis que exigeixen que el govern cooperi amb països estrangers en les recerques sobre tràfic sexual. L'epíleg també afirma que avui hi ha més persones esclavitzades que en qualsevol altre moment de la història, fins i tot quan l'esclavitud era legal.

## Repartiment
- Jim Caviezel com Timothy “Tim” Ballard
- Mira Sorvino com Katherine Ballard
- Bill Camp com Vampiro
- Eduardo Verástegui com Paul[7]
- Javier Godino com Jorge
- José Zúñiga com Roberto
- Kurt Fuller com Frost
- Manny Pérez com Fuego
- Gerardo Taracena com El Alacrán
- Gustavo Sánchez Parra com El Calacas
- Scott Haze com Chris
- Gary Basaraba com Earl Buchanan
- Yessica Borroto com Katy/Giselle
- Kris Avedisian com Ernst Ohinsky
- Cristal Aparicio com Rocío[8]
- Lucas David Ávila[9] com Miguel
- Samuel Livingston[10] com Simba

## Producció

### Preproducció
Jim Caviezel, abans del rodatge de la pel·lícula, va passar diversos dies seguint a Timothy Ballard i aprenent sobre l'Operació Tren Subterrani. Va poder anar a Amèrica Llatina i presenciar una operació dirigida pel propi Ballard.
Ballard va fundar O.U.R després de deixar el Govern per a combatre el problema de l'esclavitud sexual. Ho va fundar per a donar-li la capacitat de realitzar operacions que no podia realitzar en el Govern. Ara actua com CEO d'O.U.R, que duu a terme operacions a països d’Amèrica Llatina i Orient Mitjà.
La música està composta pel compositor espanyol Javier Navarrete.

### Rodatge
El rodatge va començar a l'estiu de 2018. Si bé part de la pel·lícula es va rodar als Estats Units (Calexico, Califòrnia), la major part de la pel·lícula es va rodar a Cartagena de Indias, amb altres preses a Barú, Santa Marta i Bogotà.
Jim Caviezel ha afirmat que aquesta pel·lícula és el segon paper més important de la seva carrera. Ho situa darrere de la interpretació de Jesús de Natzaret a The Passion of the Christ de l'any 2004. Timothy Ballard va sol·licitar personalment ser interpretat per Caviezel; els productors van quedar desconcertats per la sol·licitud i van tractar de convèncer-lo que seleccionés un actor que se li semblés més. Tanmateix, Ballard es va mantenir ferm i va dir que estava afectat pels papers de Caviezel a The Passion of the Christ i The Count of Monte Cristo.

## Distribució
Durant alguns anys, cap distribuïdora de films va optar per comprometre's amb el projecte. Es va afirmar que els estudis i plataformes involucrades no estaven interessats en la pel·lícula, fins que finalment Angel Studios, una distribuïdora cristiana establerta a Utah, va finançar el projecte a través d'una campanya de micromecenatge, Angel Studios a ser el distibuidor per al mercat estatunidenc i internacional; a Espanya el subdistribuidor va ser A Contracorriente.

## Estrena
Als Estats Units es va estrenar el 4 de juliol de 2023, en Amèrica Llatina la pel·lícula es va estrenar en cinemes el 31 d'agost, i a Espanya l'11 d'octubre del mateix any.

## Recepció

### Recaptació
El 3 de juliol de 2023, Deadline Hollywood va informar que la pel·lícula va vendre 10 milions de dòlars en prevenda d’entrades a 2.626 sales de cinema, abans de la seva estrena nacional el 4 de juliol de 2023. Originalment, es va projectar que la pel·lícula recaptaria entre 11 i 15 milions de dòlars durant la seva primera setmana d'estrena, i algunes estimacions assoleixen els 20 milions de dòlars. La pel·lícula va recaptar $ 14,2 milions en el seu primer dia d'estrena, $ 3,6 miliones en el segon i |$ 3,5 milions en el tercer, per a un total de dimarts a dijous de $ 21,3 milions, elevant les estimacions de sis dies a $ 36 milions. Va continuar guanyant $ 18,2 milions en el seu primer cap de setmana (amb un total de $ 40,2 milions en sis dies), acabant tercer en la taquilla. 16 días després de la seva estrena, va assolir la xifra de $ 100 milions.
Ocupa el lloc 10 entre les pel·lícules més taquilleres de 2023 als Estats Units.

### Crítica
A l'agregador de ressenyes Rotten Tomatoes, la pel·lícula té un índex d'aprovació del 58% basat en 81 ressenyes, amb una qualificació mitjana de 5.9/10 i una ressenya de la crítica "Sound of Freedom és un anomenat a l'acció efectiu i ple de suspens contra el tràfic de persones, però no està lliure de problemes en la seva descripció del tema sensible". A Metacritic, la pel·lícula compta amb una puntuació mitjana ponderada de 36 sobre 100, basada en l'opinió d'onze crítics, la qual cosa indica «crítiques generalment desfavorables». Per part seva, el públic enquestat per CinemaScore li va fer a la pel·lícula una qualificació de «A+».
Owen Gleiberman de Variety li va fer a la pel·lícula una crítica positiva i va escriure: «Suposem que, com jo, no ets un teòric de la conspiració fonamentalista de dreta que busca una pel·lícula de thriller fosca i basada en la fe per veure durant el cap de setmana festiu. Fins i tot llavors, no cal tenir creences extremes per a experimentar Sound of Freedom com una pel·lícula convincent que llança una llum autèntica sobre un dels horrors criminals crucials del nostre temps, un que Hollywood ha evitat en la seva majoria».
Miles Klee, de Rolling Stone,va fer una ressenya més crítica i va escriure: «Sound of Freedom és una experiència que regira l'estómac, que fetitxitza la tortura de les seves víctimes infantils i es deté en els exuberants preludis del seu abús sexual. A vegades tenia la incòmoda sensació que jo mateix podria ser arrestat només per asseure'm a veure-la... Saber que milers d'adults absorbiran... aquest somni de febre vigilant i sortiran pensant que estan més ben informats sobre una crisi civilizatòria oculta... bé, és profundament depriment. Així i tot, voldran córrer la veu». Nick Allen de RogerEbert.com també va ser negatiu: «Sound of Freedom és un avorriment solemne i prolongat amb una postura narrativa no particularment audaç: preocupar-se per la seguretat dels nens és aproximadament la causa més fàcil per a qualsevol ésser humà remotament decent... Però mentre està tan compromesa amb tal solemnitat i sofriment, la narració truncada dels coguionistes Monteverde i Rod Barr es nega a desenvolupar les seves idees o personatges o agregar més intensitat a la cerca lenta-lenta-lenta de Ballard de dos nens en particular —Miguel de Lucas Ávila i Rocío de Cristal Aparicio—, els seus rostres el turmenten».

### Estratègies de venda d'entrades
Angel Studios ha recorregut a una publicitat persuasiva amb el propòsit de vendre entrades; per a això, han recorregut a la venda d’entrades a través de la plataforma Pay it Forward, amb el propòsit que les persones interessades en aquest film comprin entrades per a «persones que no puguin adquirir una entrada», la qual cosa ha contribuït al fet que la producció fos considerada una de les pel·lícules més taquilleres del 2023, a pesar que s'estima que un considerable número d'aquestes entrades no equivalen a un mateix nombre de persones que van assistir a veure la pel·lícula, diverses fonts i usuaris en xarxes socials han reportat sales mig plenes o pràcticament buides en funcions que se suposaven gairebé plenes.

#### Màrqueting a Llatinoamèrica
Tàctiques similars han estat emprades per al seu acompliment a Llatinoamèrica, la versió de Sound of Freedom estrenada a Mèxic inclou una participació del productor Eduardo Verástegui en una escena postcrèdits en la qual convida als espectadors a comprar més entrades per a la pel·lícula a través d'un codi QR que apareix en pantalla —que és el mateix missatge de la seva versió als Estats Units, però en el seu lloc és llegit per Jim Caviezel)— a través de la qual es poden comprar entrades que serien regalades —a les que se'ls ha donat el nom de «favors»— a través de la plataforma Pay it Forward, la qual cosa posa en dubte el veritable èxit en taquilla del film atès que ha estat notori el suport de grups i comunitats conservadors;a través de la pàgina oficial d'Angel Studios s'han lliurat més de 30,000 entrades(la qual cosa supera en un 1,500% la quantitat objectiu de 2000 bitllets).
De la mateixa manera i encara malgrat l'èxit que Sound of Freedom ha tingut a Mèxic, existeixen entitats a favor de la producció que han proliferat el fals rumor que existeix un suposat «bloqueig» o censura "per part de les elits" un exemple clar va ser una suposada "censura" per part de Cinépolis cap a la pel·lícula, la qual cosa va portar a la creació d'una campanya a través del lloc web Actívate, encara que Cinépolis ja havia confirmat que presentaria la pel·lícula a les seves sales al país i ja havia venut les primeres funcions.

### Malentès amb la suposada censura de la pel·lícula
La pel·lícula Sound of Freedom va generar controvèrsia en ser acusada d'usar estratègies de publicitat enganyosa per ser retratada com "la pel·lícula que l'elit no vol que vegis", la qual sota aquest argument ha convençut a diversos mitjans, personalitats, usuaris de xarxes socials i figures religioses tant als Estats Units com a Llatinoamèrica, que Sound of Freedom estava sent objecte d'una suposada censura per part de Hollywood, l'"elit progressista" i mitjans distribuïdors estatunidencs per a impedir-li arribar a més públics.Verástegui, productor de la cinta, va aclarir la situació en unes declaracions on va explicar que va realitzar el contracte de distribució amb Fox Llatinoamèrica, per a ser distribuïda quan la pel·lícula estigués llesta. Més tard Disney adquireix la 21st Century Fox, per la qual cosa Versategui en mostrar-los la pel·lícula, el nou grup no li veia potencial. Verastegui va indicar que, al cap d'un any de negociacions, i després de conversar amb diverses persones de Disney, va aconseguir recuperar els drets de la pel·lícula, i en aquest moment va començar a buscar altres estudis.

### Exactitud
La pel·lícula es va inspirar en la vida de Tim Ballard, qui va renunciar al Departament de Seguretat Nacional al voltant de 2013 i va fundar Operation Underground Railroad per a treballar amb la policia local d'altres països per atrapar als traficants sexuals de nens. El punt central de la trama de la pel·lícula, el d'un germà i una germana atrets a una sessió fotogràfica a Hondures, no és un esdeveniment que Ballard hagi afirmat que realment va succeir. Segons els reporters del American Crime Journal, Ballard va embellir els detalls sobre la història narrada a la pel·lícula per no apegar-se tant a la versió real.
Ballard va afirmar que «d'algunes coses definitivament s'informa en excés». No va estar sol a la jungla per a rescatar a una nena ni va matar a un home per rescatar a un nen. Segons Ballard, en l'Operació Triple Take de rescat de l'illa van participar tant menors com adults, mentre que la pel·lícula retrata a totes les víctimes com a nens. Ballard va afirmar que el seu equip no sols va rescatar a 54 menors, sinó a 123 persones.

### Suposats nexes amb teories conspiratives
Una de les raons darrere del gran èxit del film als Estats Units és el clima polític i la fervent creença per partidaris del Partit Republicà i seguidors de l'expresident Donald Trump en teories conspiratives, principalment per la de QAnon en la que es creu que partidaris del partit demòcrata i les elits de Hollywood dirigeixen una càbala secreta de traficants de nens; mentre el film i la seva producció no han realitzat al·legories específiques que apuntin a aquesta mena de conspiracions, la mateixa paranoia col·lectiva per una suposada ona de robatori de nens en augment generada per Qanon van elevar la popularitat de Timothy Ballard i la seva organització dins d'aquest moviment. El mateix expresident Donald Trump va oferir una projecció privada en el seu club de golf de Bedminster, Nova Jersey en companyia de Tim Ballard, Jim Caveziel, i Eduardo Verástegui el passat 20 de juliol de 2023. El mateix Eduardo Verástegui va agrair a Donald Trump el suport al missatge promogut per la seva pel·lícula a través del seu compte official de Twitter.
Més enllà que la distribuïdora de la pel·lícula hagi negat connexions entre la producció i la política, el 19 d'agost passat Sound of Freedom es va projectar en una funció especial a l'Argentina, un esdeveniment que va comptar amb la presència de dues figures de la dreta nacional, Javier Milei i Victoria Villarruel. A pesar que la història en si mateixa no té cap postura política explícita, ha estat aprofitada per la dreta com un punt de trobada.
Tot i que els executius d'Angel Studios han rebutjat públicament qualsevol associació amb conspiracions com la de QAnon, figures principals dins del film han promogut temes al·lusius a aquesta, específicament la falsa acusació que les elits perpetuen l'abús de menors amb el propòsit d'extreure adenocrom de la seva sang, la qual cosa va ser proposat per Jim Caviezel en una reunió pública virtual que va tenir amb altres membres creients de QAnon i altres conspiracions relacionades amb la Covid el 8 d'abril de 2021. Per part seva, Tim Ballard, malgrat haver esmentat que no és partidari d'aquestes ideologies, sí que va manifestar ser creient que existeix la collita d’adrenocrom, en una entrevista amb el podcaster de dreta Jordan Peterson. Les declaracions de Ballard i Caviezel van tenir un gran impacte en com va ser rebut aquest film. D'aquesta manera, creients de QAnon tenien un interès anticipat pel llançament d'aquesta pel·lícula per una manera d'atreure a més persones cap a les seves ideologies.
D'altra banda, el director de Sound of Freedom, Alejandro Monteverde, ha reiterat que lamenta la connexió del seu film amb teories conspirativas, assegurant a mitjans com Variety que aquest tipus comentaris públics han «arruïnat la seva obra». Cal dir que la pel·lícula va ser acabada en 2015 (dos anys abans que QAnon guanyés notorietat en xarxes estatunidenques), de manera que Monteverde no tindria cap control de la publicitat o els nexes que aquesta hagi generat.